# Pepillo
José García Castro, noto come Pepillo (Melilla, 10 giugno 1934 – Melilla, 1º settembre 2003), è stato un calciatore spagnolo, di ruolo attaccante.

## Carriera
Giocò per Siviglia, Real Madrid, River Plate, Maiorca e Malaga.

## Palmarès

### Club

#### Competizioni internazionali
- Coppa dei Campioni: 1

Real Madrid: 1959-1960